# سترويتل
سترويتل (بالروسية: Строитель) هي إحدى مدن روسيا في الكيان الفدرالي الروسي بيلغورود أوبلاست.